# Red cósmica

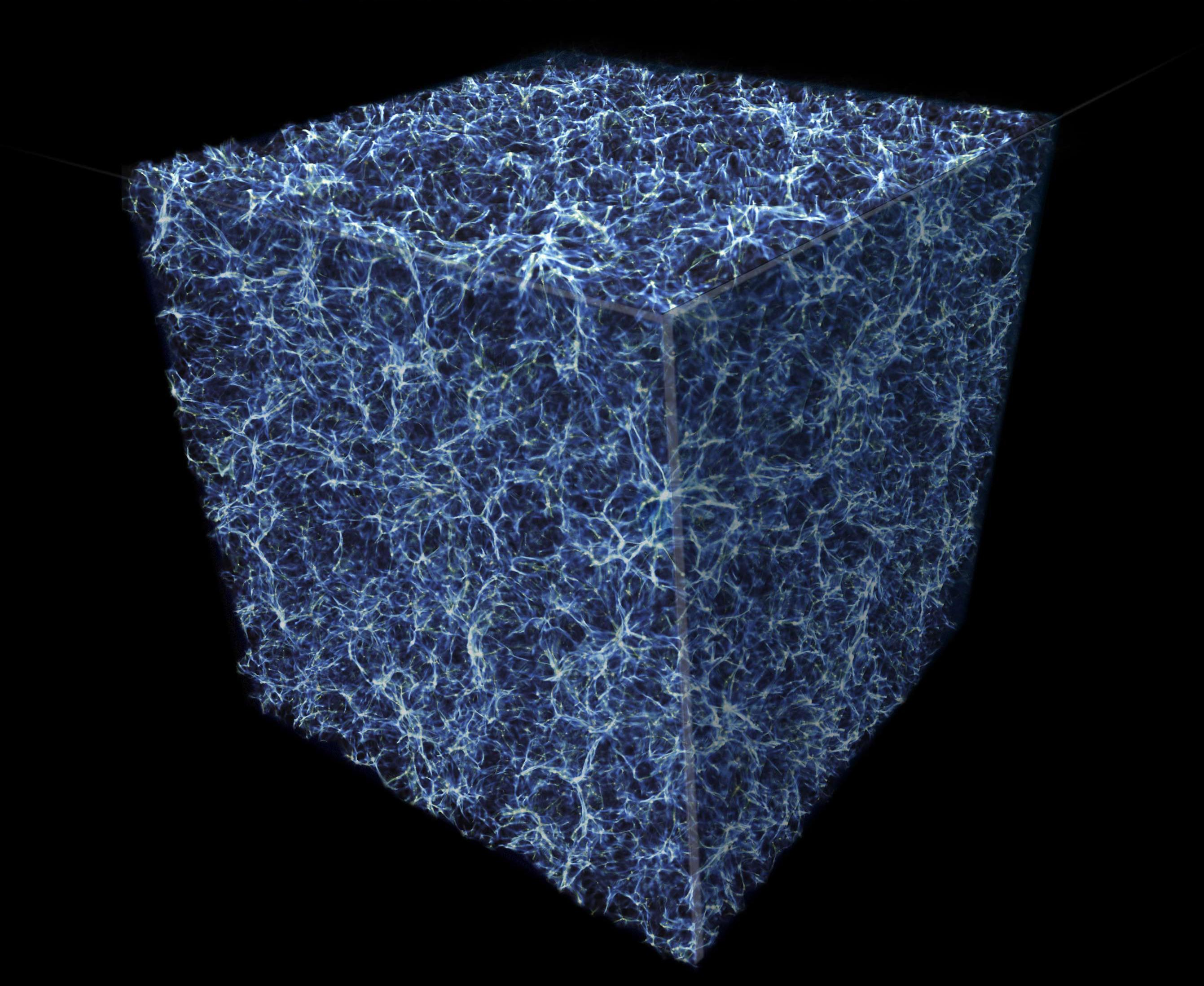
Parte de la estructura total del universo o red cósmica, mostrada aquí en forma de cubo con aristas de 11,500 millones de años luz (o 3,525.9 Mpc).

La red cósmica, telaraña cósmica o web cósmica (del inglés, cosmic web) es el nombre dado por los astrónomos a toda la estructura del universo, compuesta por filamentos galácticos interconectados (formando nodos o puntos de intersección), combinados con vacíos entre ellos.
Según los modelos de cosmología estándar, esta estructura comenzó a formarse poco después del Big Bang, ocasionando a su vez la formación de las primeras galaxias en los puntos donde los filamentos se cruzaban.
A excepción de los supercúmulos de galaxias o grandes grupos de materia (compuestos a su vez por cúmulos y grupos más pequeños), estos filamentos también contienen cantidades masivas de materia oscura fría y tenues nubes de gas frío, que a su vez generan más gravedad, causando que toda la materia restante del universo siga agrupándose o colapsando de esta forma.
En algunos casos estos filamentos galácticos, son también denominados murallas, debido a que este es uno de los dos subtipos de agrupaciones en los que estos (filamentos) se dividen según su forma (siendo la otra denominación la de los propios filamentos).
Esta estructura fue observada de manera directa por primera vez en 2019, estudiando regiones a 11,500 millones de años luz de distancia de la Tierra.
La organización de esta estructura parece seguir un modelo jerárquico, hasta la escala de supercúmulos y filamentos, pero en el caso de objetos más grandes que estos (a escalas de entre 30 y 200 Mpc), parecen no existir otras estructuras continuas, un fenómeno que se ha denominado "El Fin de la Grandeza".

## Estructura
La red cósmica se cree que está compuesta por varias estructuras a gran escala (exceptuando los vacíos y supervacíos), de las cuales en la actualidad se clasifican solamente 5 como complejos de supercúmulos y las restantes estructuras son conocidas como grandes grupos de cuásares.
A continuación se muestra una lista de los 5 complejos de supercúmulos principales conocidos actualmente y que se cree, forman parte de la red cósmica:
- Complejo de Supercúmulos Piscis-Cetus (que contiene al Grupo Local)
- Complejo de Supercúmulos Hércules-Corona Boreal
- Complejo de Supercúmulos Acuario
- Complejo de Supercúmulos Leo
- Complejo de Supercúmulos Osa Mayor